# Лучанко Григорій Андрійович
Григорій Андрійович Лучанко (19 березня 1893, с. Малашівці, нині  Тернопільського району— 1 червня 1983, Філядельфія, США) — український галицький військовик, педагог, громадський діяч.

## Життєпис
Народився 19 березня 1893 року в с. Малашівці (Королівство Галичини та Володимирії, Австро-Угорщина, нині  Тернопільського району, Тернопільська область, Україна).
Навчався у Тернопільській гімназії (1905—1908), закінчив Тернопільську учительську семінарію в 1913 році.
Мобілізований до лав війська Австро-Угорщини, воював на Галицькому фронті, де потрапив до московського полону (табір у Тобольську). Повернувся в лютому 1918 до Тернополя, вчителював у Білій.
Брав участь у встановленні влади ЗУНР. Зокрема, 31 жовтня 1918 року старши́на австро-угорського війська Григорій Лучанко привів відділи із Білої, Чернихівців, Малашівців та сусідніх сіл із півночі (озброєні карабінами, мали повні кишені набоїв). Вони без жодного пострілу взяли під контроль тернопільський залізничний вузол, розставили там пости. Роззброєних вартових-неукраїнців тимчасово затримали. Воював у лавах УГА (поручник). Був у складі охорони Софійського майдану під час проголошення Акту Злуки ЗУНР та УНР. У лютому 1919 біля міста Бровари потрапив у більшовицький полон, звідки зумів вибратись на волю, однак пізніше потрапив до табору інтернованих вояків УГА у Домб'є (Польща). Після звільнення вчителював у рідному селі, з 1932 року на Лемківщині. З 1945 року в Німеччині, з 1947 — у США.
Помер 1 червня 1983 року в м. Філядельфії, США.